# خدنگ دم‌کوتاه
خدنگ دم‌کوتاه (نام علمی: Herpestes brachyurus) نام یک گونه از تیره خدنگ است.